# Marquette-lez-Lille
Marquette-lez-Lille [maʁkɛt le lil] (wörtlich: Marquette-bei-Lille, niederländisch Markete bij Rijssel) ist eine französische Stadt im Département Nord in der Region Hauts-de-France.

## Geographie

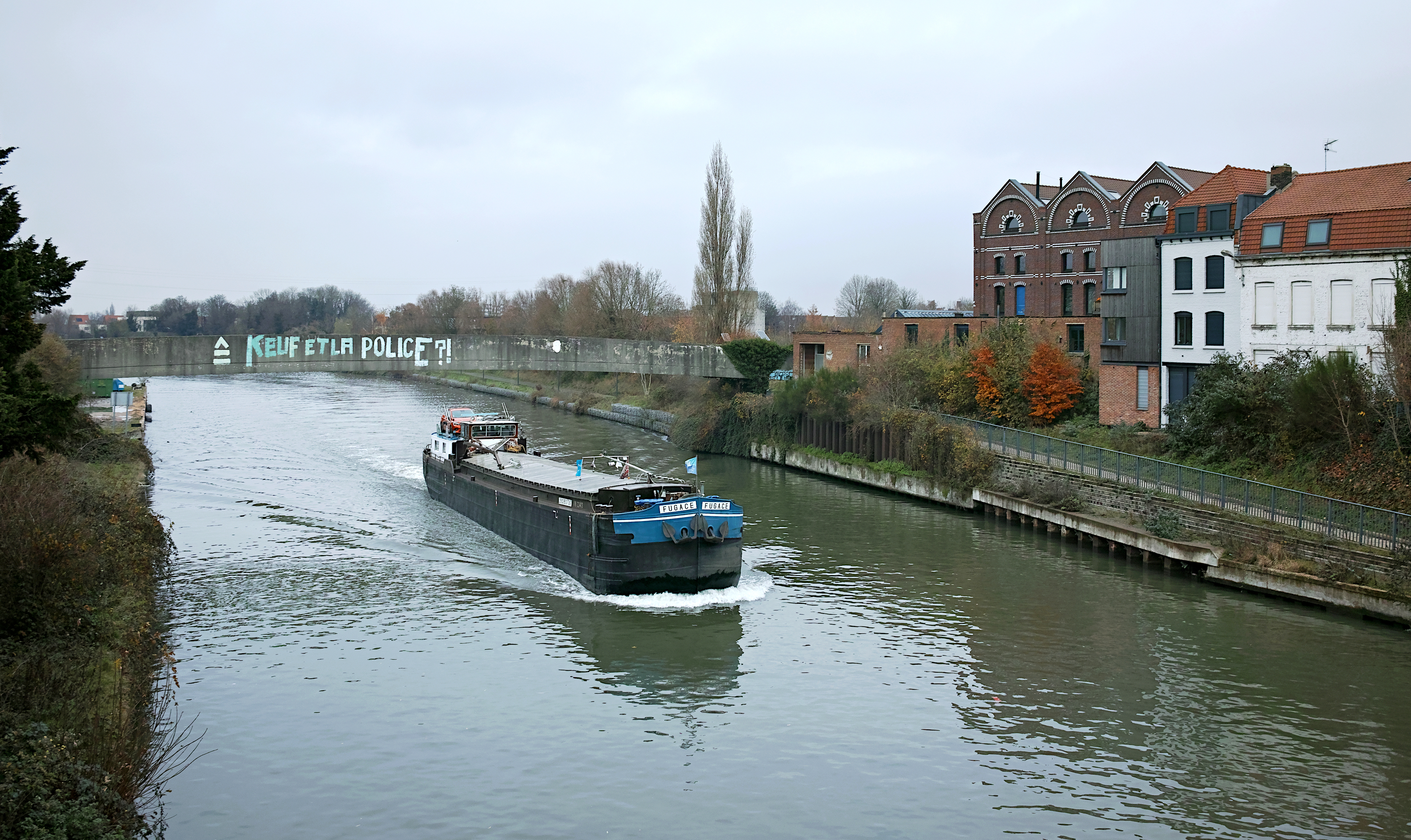
Die Deûle in Marquette

Die Stadt Marquette-lez-Lille liegt etwa vier Kilometer nördlich von Lille im Flachland von Französisch-Flandern mitten im großstädtischen Verdichtungsraum von Lille, Roubaix und Tourcoing. Die Grenze zu Belgien liegt zwölf Kilometer entfernt. Durch die Stadt führt die kanalisierte Deûle (Canal de la Deûle).

### Nachbargemeinden
| Verlinghem            | Wambrechies                                 | Bondues         |
|                       | Kompassrose, die auf Nachbargemeinden zeigt | Marcq-en-Barœul |
| Saint-André-lez-Lille |                                             | La Madeleine    |

### Verkehrsanbindung
Marquette wird von den Buslinien 14, 56 und 88 bedient, die vom Bahnhof Lille Flandres Richtung Marquette-lez-Lille, Quesnoy-sur-Deûle beziehungsweise Comines fahren. Hauptzufahrtsstraßen sind die Départementsstraßen D 710 (Nordwestumgehung von Lille, Abfahrt № 10, Marquette centre), die D 617 sowie im Osten die D 949.

## Umwelt
Die Stadt Marquette-lez-Lille wurde im Juni 2012 im Rahmen der nordfranzösischen Ökologie-Messe Environord in der Kategorie „Bewahrung von Biodiversität, Umwelt und natürlichen Ressourcen“ mit dem Umweltpreis Prix Chloro’Villes ausgezeichnet. Marquette-les-Lille erhielt diese Auszeichnung für ein ökologisches Weidewirtschafts-Projekt.

## Archäologie

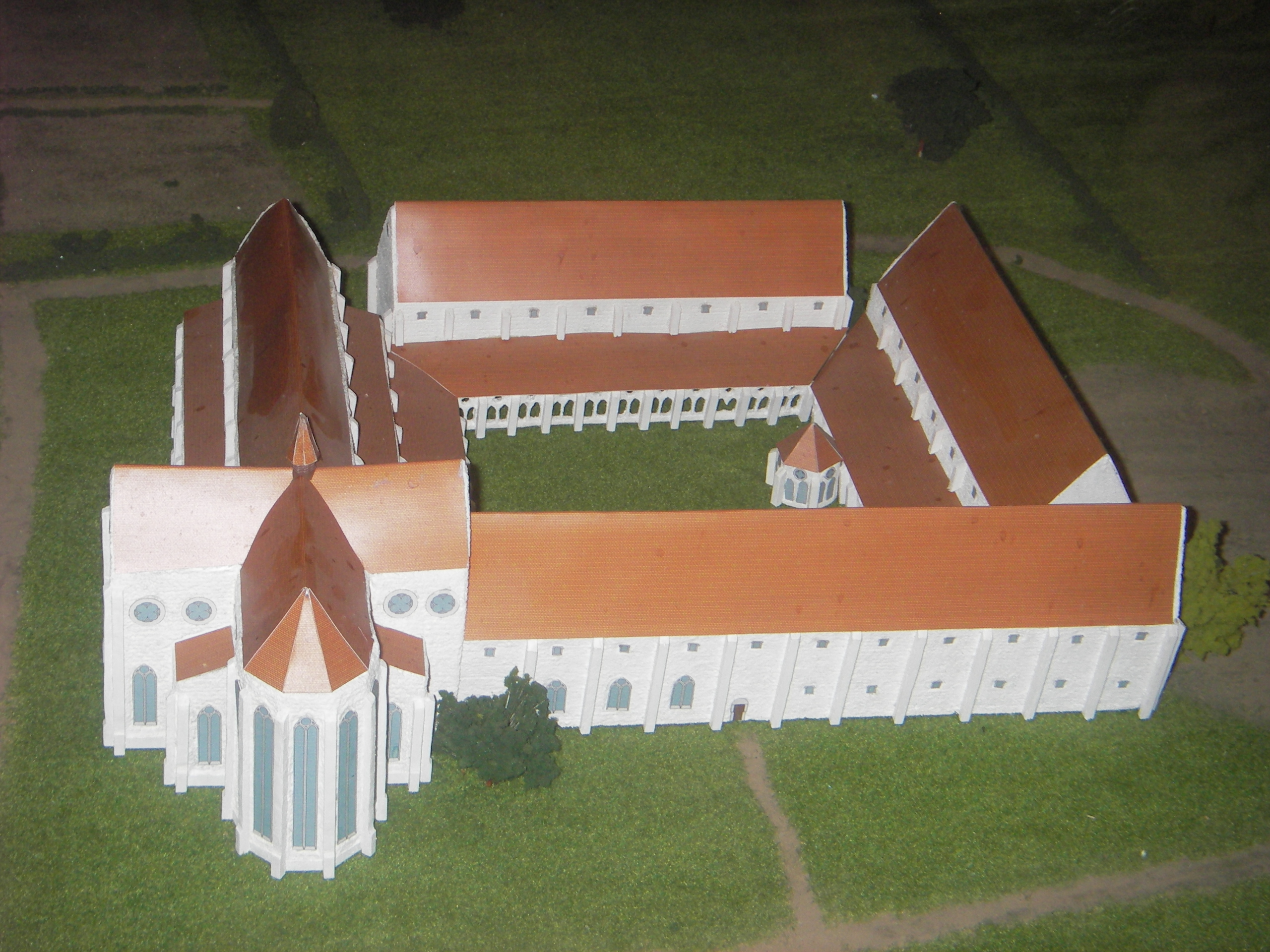
Modell der ehemaligen Zisterzienserabtei

Die geografische Lage von Marquette-lez-Lille an der Mündung der Marque in die Deûle machte die Stadt zu einem Zeugen der Geschichte. Durch archäologische Ausgrabungen kommt heute eine reiche Vergangenheit wieder ans Licht.
Im Viertel Village-en-Flandres wurden zwischen Juli 2008 und Januar 2009 archäologische Ausgrabungen durchgeführt, bevor das Gebiet neu parzelliert und bebaut wurde. Dabei entdeckte man eine mehr als 2000 Jahre alte Römerstraße, eine ringförmig begrenzte Kultstätte aus der Bronzezeit sowie Parzellen und Einfriedungen aus der Hallstattzeit und der Latènezeit. In einem Brunnen fand man außerdem im vollständig erhaltenen Zustand eine Waage, eine genagelte Schuhsohle und 79 römische Sesterzen aus Kupfer und Messing. Auf den Münzen waren der römische Kaiser Antoninus Pius, seine Tochter Antonina und seine Frau Lucilla abgebildet.
Im Quartier de l’Abbaye („Abteiviertel“) wurde unter einer ehemaligen Chemiefabrik des Konzerns Rhône-Poulenc/Rhodia eine frühere Zisterzienserabtei zu Tage gefördert. Die Abtei war durch die Gräfin Johanna von Flandern gegründet worden, die sie zu einer der größten Europas machte.
Im Viertel von Haut-Touquet wurde 2005/2006 vor der Errichtung eines Neubauviertels eine merowingische Nekropole entdeckt.

## Etymologie und Geschichte
Der Name Marckete erschien erstmals im Jahr 1143 in einer Bulle des Papstes Coelestin II. über die Zuteilung von Altareinkünften an die Abtei Saint-Pierre in Lille. Aus den Jahren 1221 und 1225 sind außerdem die Bezeichnungen Marchete beziehungsweise Markette überliefert.
Im Jahr 1340 errangen die Einwohner von Lille auf dem Gebiet der Gemeinde Marquette unter der Führung des Markgrafen von Roubaix einen bedeutenden (militärischen) Sieg gegen Engländer und Flamen.
Die industrielle Entwicklung des Dorfes beschränkte sich zunächst auf das rechte Ufer der Deûle. Dort kam es zur Ansiedlung von chemischer Industrie und einer Stärkefabrik. Ab Mitte des 19. Jahrhunderts kam es durch den Bau eines Krankenhauses zur Ausdehnung des Dorfes auf die andere Seite der Deûle. Das Krankenhaus gehörte zur Kirchengemeinde Saint-Jean-de-Dieu im Viertel Lommelet.
Zu Beginn des 20. Jahrhunderts wurden zwei wichtige Mehlfabriken in Marquette errichtet, aber erst ab den 1920er Jahren kam es zu einer verstärkten Industrialisierung der Gemeinde durch eine Vielzahl von Unternehmen, die die örtlichen Arbeitskräfte beschäftigten: Kuhlmann, Decauville, Les Grandes Malteries Modernes, Massey-Harris oder auch Les Grands Moulins de Paris.
Die Schließung dieser Unternehmen in den 1970er Jahren hinterließ viele Grundstücke und Gebäude einem Zustand völliger Vernachlässigung. Seitdem beschäftigt sich die Gemeinde mit der Umwidmung dieser Gewerbeflächen vorzugsweise zugunsten von Unternehmen des Dienstleistungssektors.

## Wappen
Blasonierung: „Auf Blau in silbernen Majuskeln zwischen zwei silbernen schrägrechten Bändern der Schriftzug MARQUETTE“ blauem Hintergrund in silberner Schrift zwischen zwei silbernen Bändern den Schriftzug „MARQUETTE“ (auf Französisch): „D’azur au nom de Marquette d’argent mis en bande entre deux cotices du même.“

## Wirtschaft

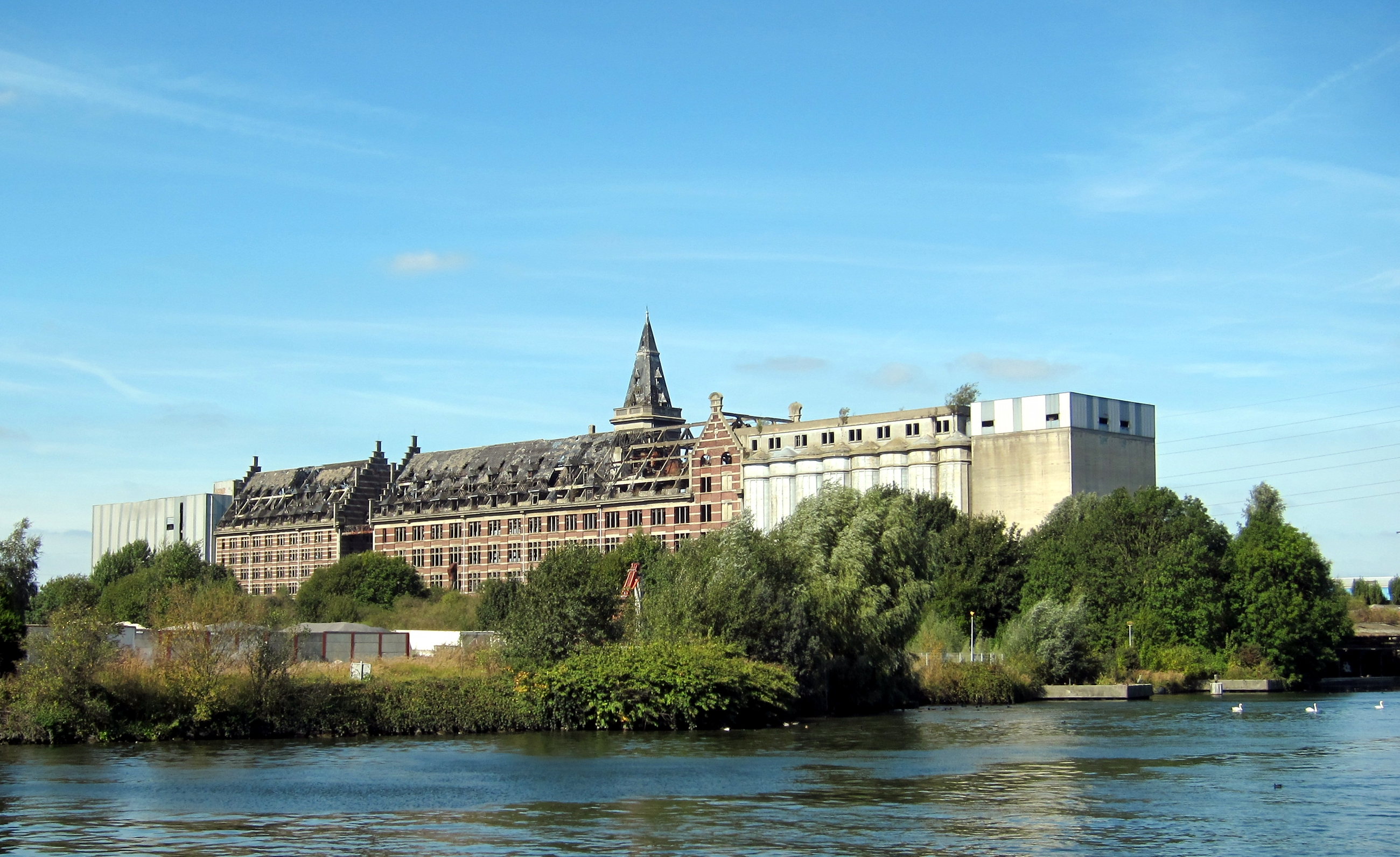
Stillgelegte Produktionsanlagen des Konzerns Les Grands Moulins de Paris

Marquette-lez-Lille war der Standort zahlreicher Industrien:
- Die Gesellschaft Decauville mit dem Decauville-Werk in Marquette-lez-Lille, wo Güterloren gleichen Namens hergestellt wurden ebenso wie auch tausende Kilometer Schienen für Schmalspurbahnen mit einer Spurweite von 60 cm. Diese Güterloren dienten hauptsächlich dem unterirdischen Kohlentransport in nordfranzösischen Bergwerken, gelegentlich wurden sie auch in anderen Teilen Frankreichs in Forstwirtschaft und Industrie verwendet.
- Die chemische Industrie mit den Niederlassungen von Kuhlmann und Deca Chimie.
- Die Fabrik von Massey-Harris (aufgegangen in Massey Ferguson), die Mähdrescher für die ganze Welt produzierte, bis 1982.
- Die im Jahr 1923 gebaute Mehlfabrik von Les Grands Moulins de Paris (wörtlich: „Die Großen Mühlen von Paris“), bis 1989.

## Demographie

### Demographische Entwicklung
Im Jahr 2011 zählte die Gemeinde 10.029 Einwohner. Die Entwicklung der Einwohnerzahl seit 1793 ist dank der seitdem durchgeführten Volkszählungen bekannt. Ab dem 21. Jahrhundert werden die Daten von Gemeinden mit weniger als 10.000 Einwohnern alle fünf Jahre erfasst, die Daten größerer Kommunen hingegen jährlich.
| Jahr                       | 1962 | 1968 | 1975 | 1982 | 1990   | 1999   | 2011   | 2020   |
| -------------------------- | ---- | ---- | ---- | ---- | ------ | ------ | ------ | ------ |
| Einwohner                  | 8050 | 9007 | 8244 | 7880 | 11.013 | 10.822 | 10.029 | 11.105 |
| Quellen: Cassini und INSEE |      |      |      |      |        |        |        |        |

### Alterspyramide
| Männer | Alterstufe   | Frauen |
| ------ | ------------ | ------ |
| 0,2    | 90 und älter | 1,1    |
| 4,5    | 75 bis 89    | 8,6    |
| 9,0    | 60 bis 74    | 10,5   |
| 23,7   | 45 bis 59    | 22,5   |
| 21,0   | 30 bis 44    | 21,0   |
| 20,0   | 15 bis 29    | 18,0   |
| 21,6   | 0 bis 14     | 18,4   |

## Sehenswürdigkeiten

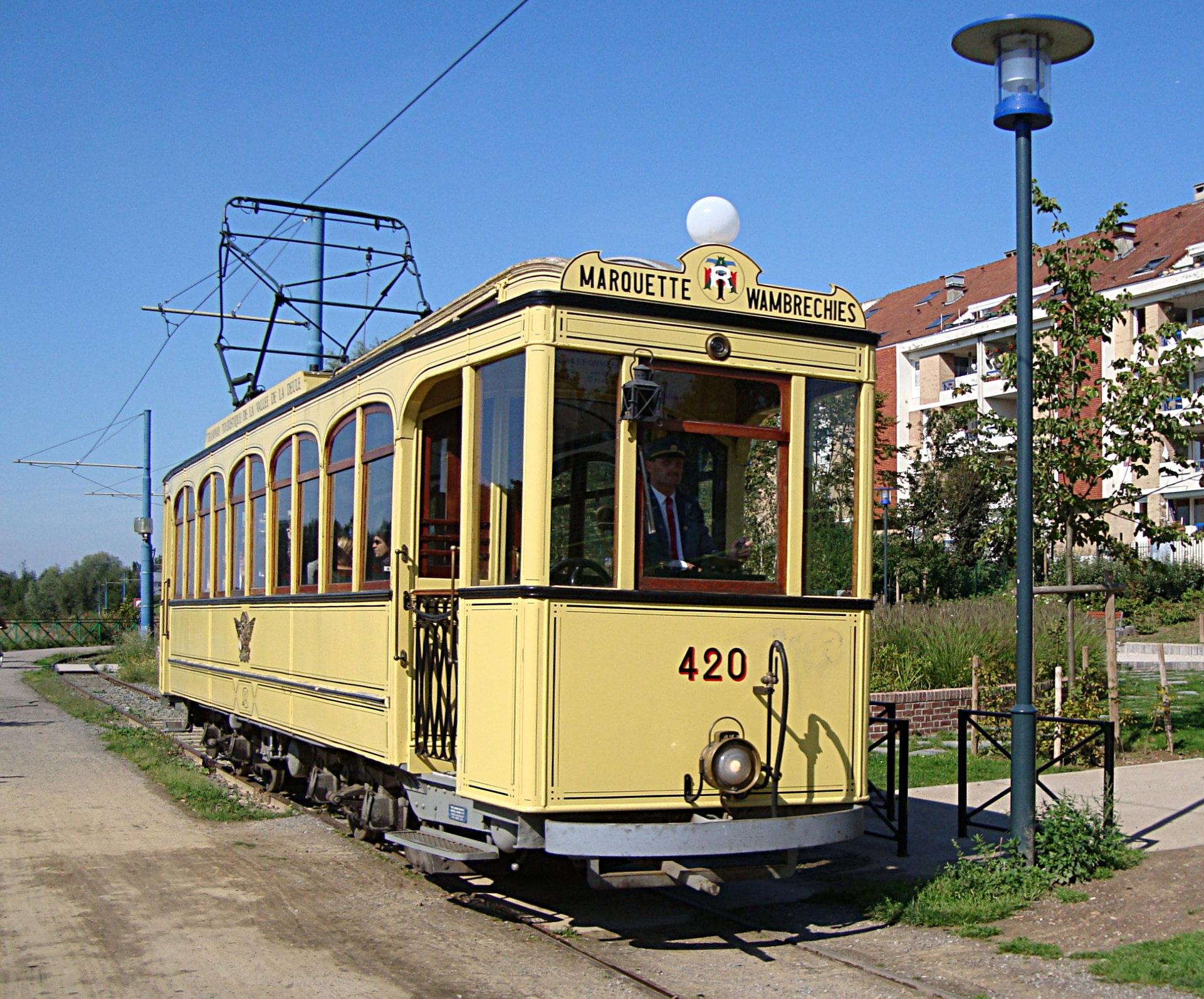
Triebwagen der Museumsstraßenbahn

- Überreste der im Jahr 1228 gegründeten Abtei Marquette mit dem Grab der Gräfin Johanna von Flandern und Konstantinopel, 2005 als historisches Denkmal in die Denkmalschutzliste des französischen Kulturministeriums eingetragen.[7]
- Anlage von Lommelet aus dem Jahr 1825 mit der ersten psychiatrischen Klinik der Region, der Komplex umfasst eine Kapelle, die eigentlichen Klinikgebäude, Werkstätten und einen Bauernhof
- Musikschule (früherer Sitz des Bürgermeisters) aus dem Jahr 1848
- Rathaus (frz.: „Hôtel de ville“) im Château Despretz von 1874, seit 1930 Amtssitz des Bürgermeisters
- Schule „Jules Ferry“, ein erneuerter Anbau des Rathauses aus dem Jahr 1872
- Kirche Saint-Amand von 1874
- Kirche Notre-Dame-de-Lourdes von 1932
- Die 1921 im neo-flämischen Stil erbauten und 1986 stillgelegten ehemaligen Produktionsanlagen des Konzerns Les Grands Moulins de Paris, die im Jahr 2001 als historisches Denkmal in die Denkmalschutzliste des französischen Kulturministeriums eingetragen wurden.[8][9]
- Kapelle Saint-Roch in der Rue Lalau
- 1923 errichtete Pavillons von Épinette, eine Art Gartenstadt und Arbeitersiedlung am Ufer der Marque
- Domäne von Vert Bois (wörtlich: „Grünwald“), ein 4,5 Hektar großer Park mit 660 verschiedenen Baumarten
- Depot des Straßenbahnmuseums von AMITRAM mit mehreren als Monument historique klassifizierten Maschinen
- 1990 errichtete Siedlung Village en Flandres (wörtlich: „Dorf in Flandern“) im westlichen Teil der Stadt

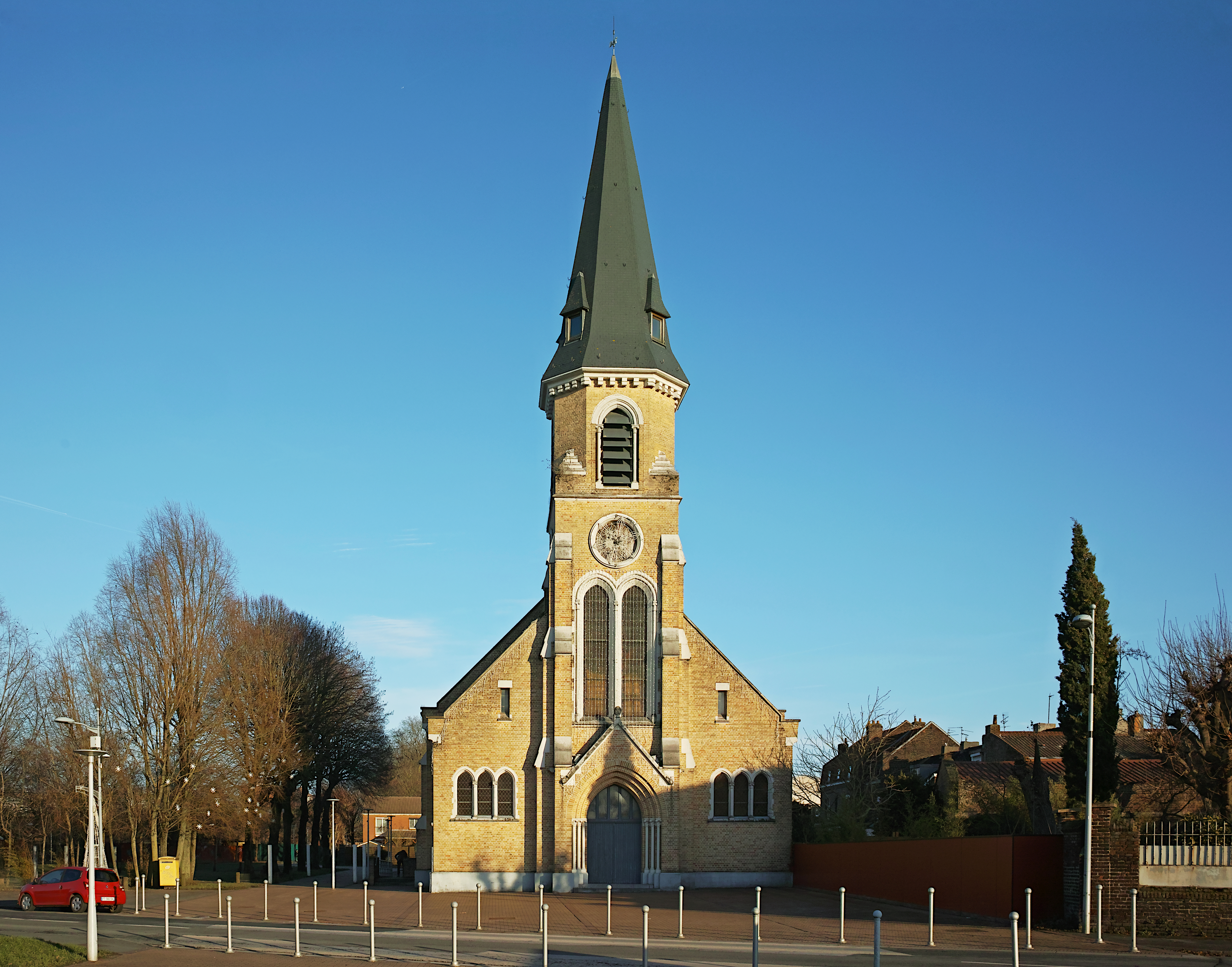
Kirche Notre-Dame-de-Lourdes
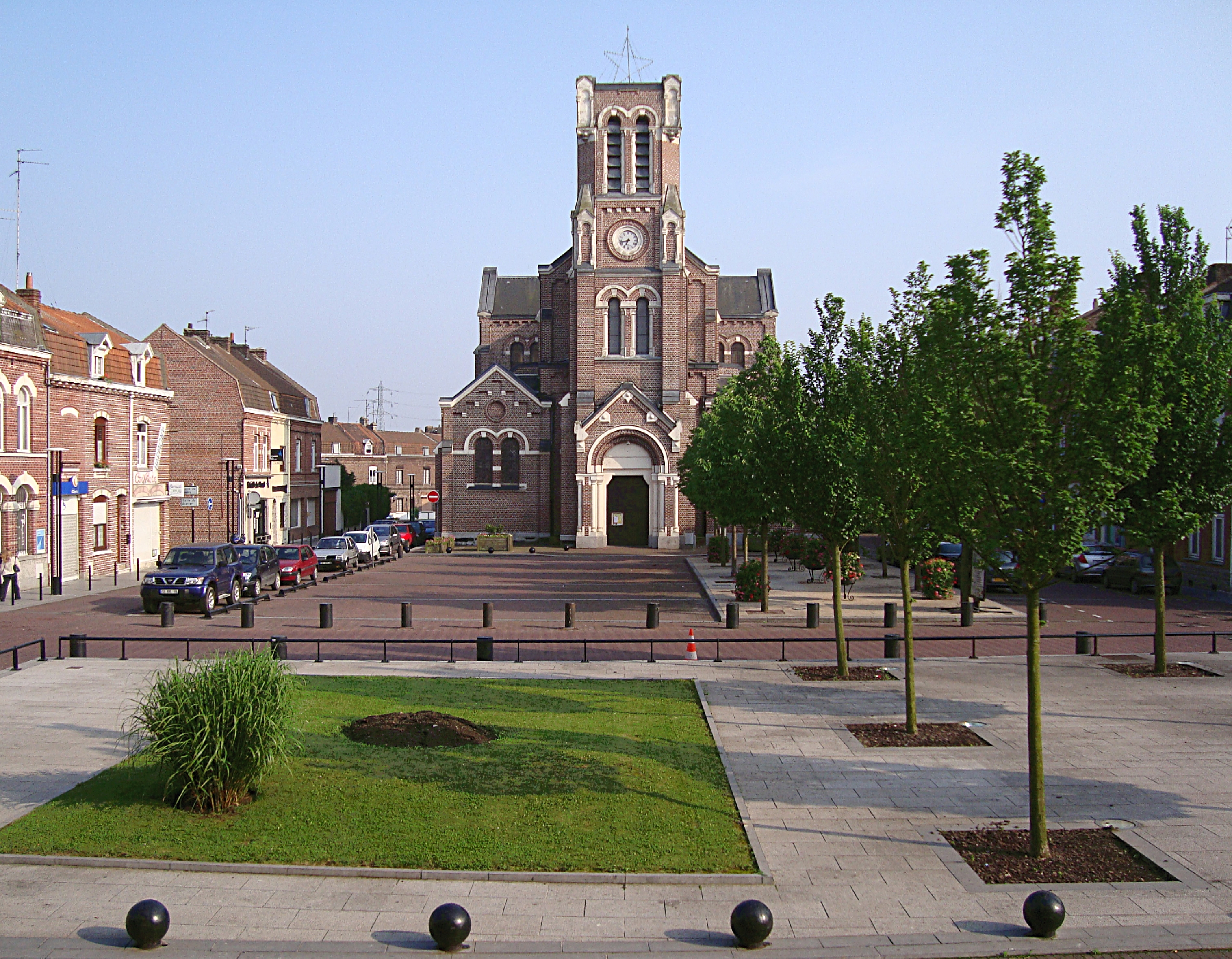
Kirche Saint-Amand
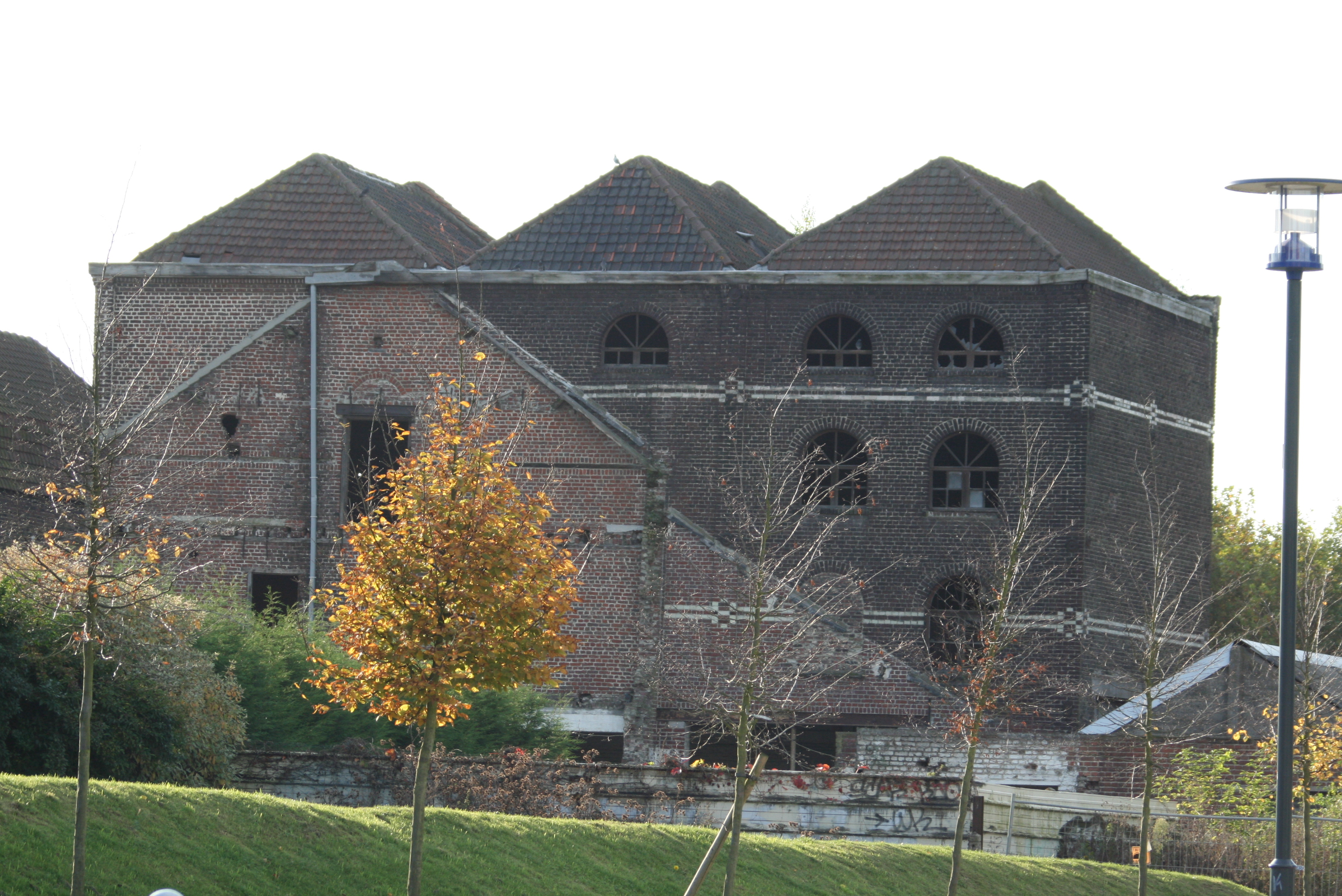
Ehemalige Brauerei Fiévet
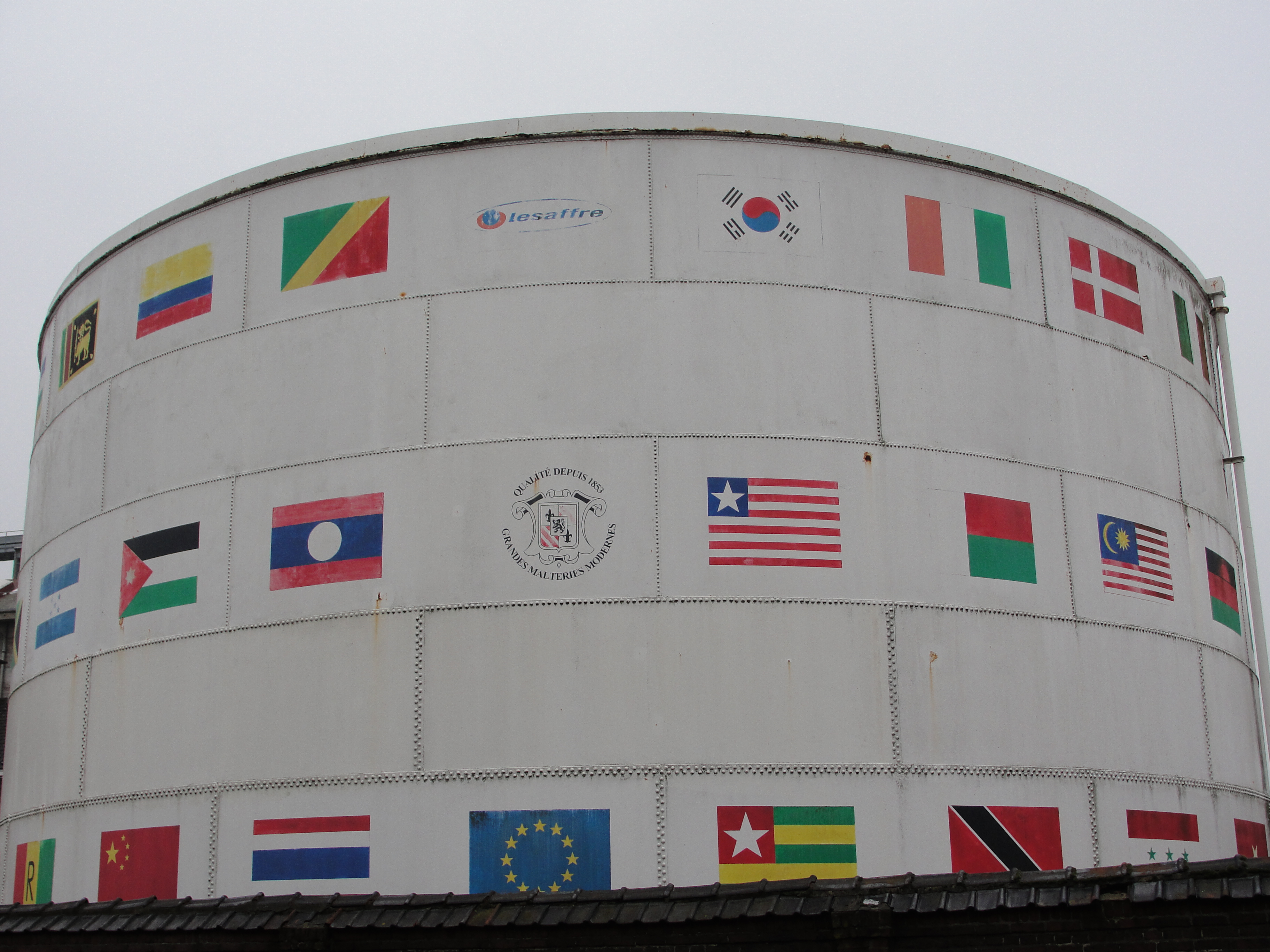
Vorratstank der Mälzerei
Tourismusbüro
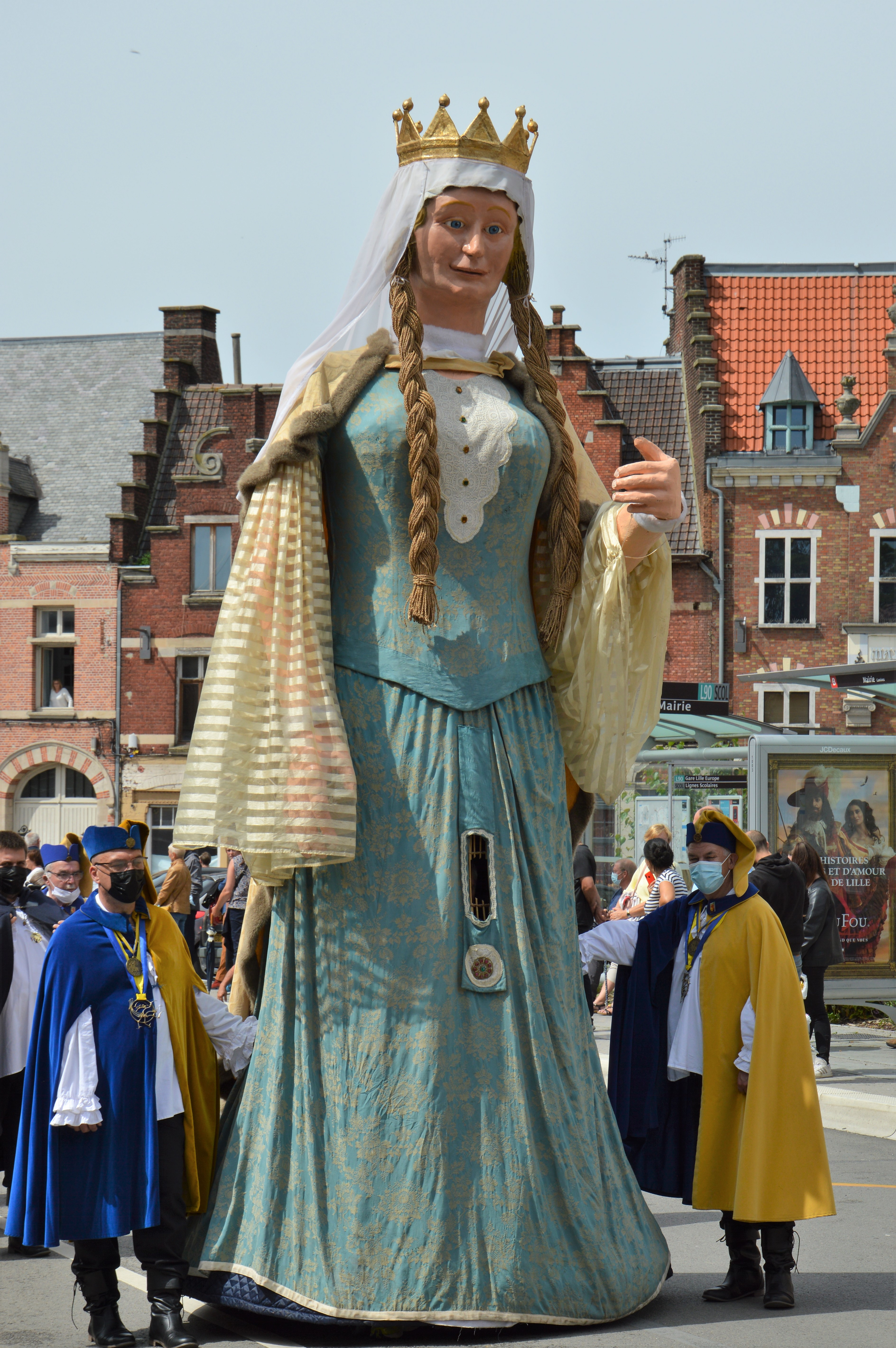
Riesenfigur Jeanne de Flandre

## Folklore und Tradition

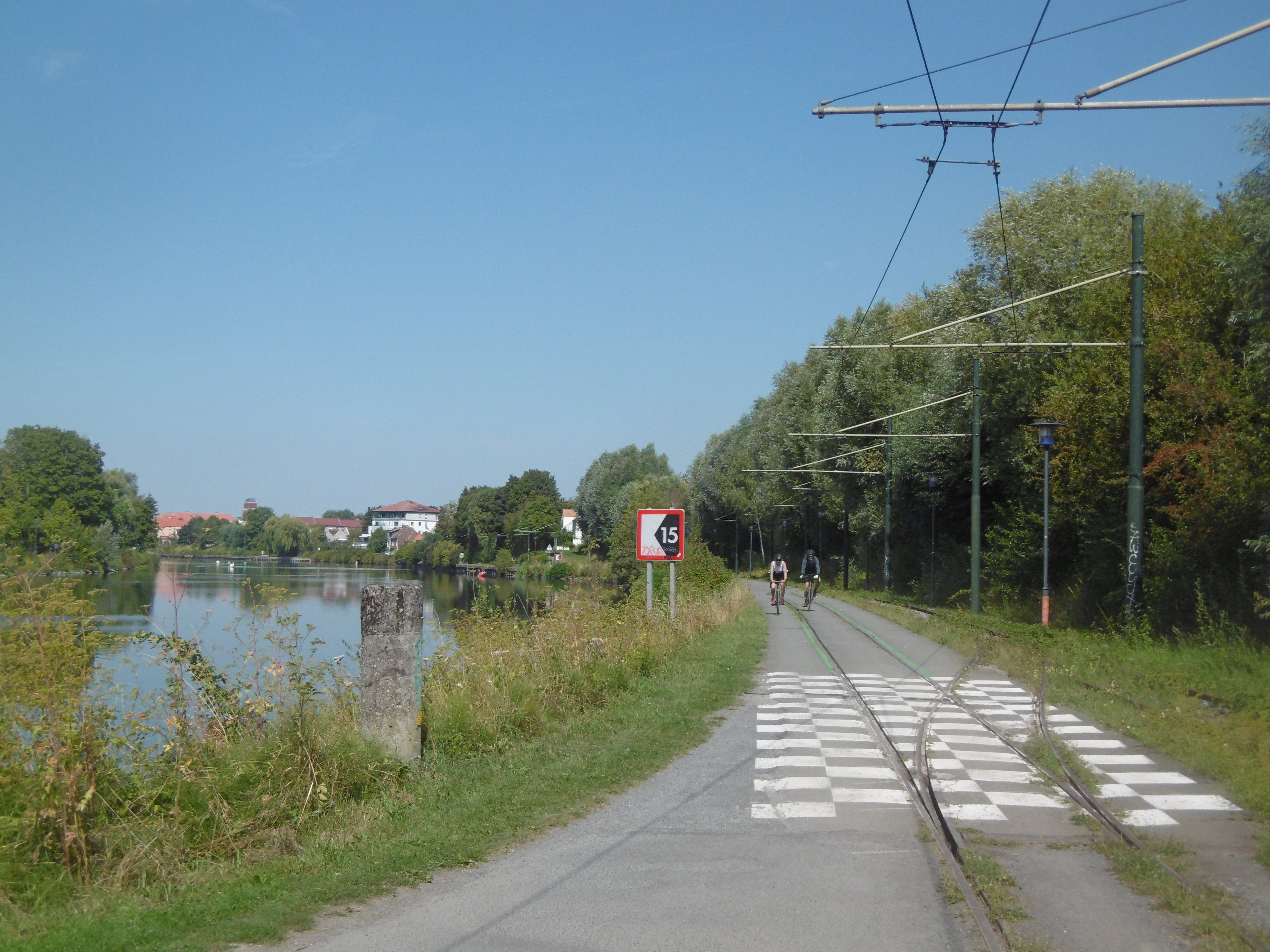
Straßenbahngleise und Radweg am Ufer der Deûle, im Hintergrund Wambrechies

- Das durch Johanna von Flandern und Konstantinopel als Teil der Abtei Marquette gegründete Armenhospital unterhielt sich durch Spenden in Form von Geld oder Naturalien. Bei letzteren handelte es sich hauptsächlich um Geflügel. Die fettgefütterten Tiere wurden Kapaune genannt und wurden an die Armen verteilt. Im Jahr 1968 beschloss die Stadt Marquette, diesen Brauch neu zu beleben: „Kapaune“, kleine Biskuits in Geflügelform, werden aus dem Rathaus herausgeworfen. Manche der Biskuits sind mit einem Zeichen markiert und können gegen echte Tiere eingetauscht werden.[10] Seitdem findet das Fest der Kapaune alljährlich jeweils am dritten Sonntag im März statt.
- Während der wärmeren Jahreszeit bietet das Straßenbahnmuseum des Vereins AMITRAM Sonn- und Feiertags Fahrten mit Museumsstraßenbahnen auf einer 3 km langen Strecke entlang des Ufers der Deûle an. Die alten Fahrzeuge verkehren zwischen den Haltestellen Pont Mabile in Marquette und Ferme Saint-Chrysole in Wambrechies.[11]
- Ungefähr seit dem Jahr 2003 verleiht die Stadt Marquette jährlich im Oktober die Auszeichnung Prix Isabelle Aubret für den schönsten Liebesbrief des Jahres.

## Städtepartnerschaften
- Fredersdorf-Vogelsdorf (Deutschland)
- Sleaford (Vereinigtes Königreich)
- Tiszafüred (Ungarn)
- Șomcuta Mare (Rumänien)

## Persönlichkeiten
- Isabelle Aubret (* 1938), in Lille geborene Sängerin, hat bis zu ihrem 13. Lebensjahr in Marquette-lez-Lille gelebt
- Armand Clabaut (1900–1966), in Marquette-lez-Lille geboren, war römisch-katholischer Koadjutorvikar von Baie d’Hudson in Kanada
- Alexandre Descatoire, Bildhauer, verstarb 1949 in Marquette-lez-Lille
- Johanna von Flandern und Konstantinopel (ca. 1200–1244), Gräfin von Flandern und dem Hennegau, lebte von 1240 bis zu ihrem Tod im Jahr 1244 in Marquette
- Nathalie Vincent, Fernseh-Moderatorin